# Carles Sala i Vila
Carles Sala i Vila (Girona, 27 de maig de 1974) és un escriptor de literatura infantil i juvenil català i en català.
Mestre de formació, d’ençà del 2008 es dedica professionalment a l'escriptura. És autor d’una quarantena de llibres, entre els quals Bona nit, Júlia (la Galera), Soc com soc (Barcanova), 50 oficis esbojarrats (Cruïlla), Em pica el nas de la veïna (Takatuka), El tren de les parades sense nom (la Galera), Un niu en un arbre / Un arbre en un niu (Barcanova), Set entrevistes de por (La Galera), Maria Llufa (Cruïlla).
Ha guanyat varis premis de literatura infantil i juvenil de primer nivell, com el Premi Barcanova, el Premi Folch i Torres, el Premi Vaixell de Vapor i el Premi Guillem Cifre de Colonya, entre d'altres. Ha estat seleccionat a White Ravens per Cornèlius i el rebost d'impossibles (2012) i per El tren de les parades sense nom (2019).
Algunes de les seves obres han estat traduïdes a altres idiomes, com el castellà, l'italià, el portuguès (Brasil), el turc, l'eslovè o el xinès.

## Obres premiades
- Flairosa. Premi Barcanova, 2007
- Bona nit, Júlia. Premi Guillem Cifre de Colonya 2008
- El triomf d'en Polit Bonaveu. Premi Vaixell de Vapor 2009
- Tramuntana a la granja. Premi Barcanova 2009
- Cornèlius i el rebost d'impossibles. Premi Josep M. Folch i Torres 2009 i White Ravens 2012
- El tren de les parades sense nom. Selecció White Ravens 2019
- Capità Lluc. Premi Folch i Torres 2021
- Madame Esvelt. Premi Vaixell de Vapor 2023